# Entwicklungsorientierte Bildung
Unter Entwicklungsorientierte Bildung wird ein Bildungsparadigma beschrieben, das Kompetenzorientierung ablöst und zugleich in sich aufnimmt, in derselben Art, wie die Kompetenzorientierung ihrerseits die Wissensorientierung als Paradigma seit den 1990er Jahren abgelöst und in sich aufgenommen hat.

## Begriffsdefinition und Einleitung
Das Paradigma der Kompetenzorientierung hat in den 1990er-Jahren dasjenige der Wissensorientierung abgelöst, es in sich aufgenommen und in einen neuen Rahmen gesetzt. So ist heute im ECTSLeitfaden zum Bologna-System oder im Lehrplan 21 der Schweizer Volksschule Kompetenzorientierung beinahe schon eine Selbstverständlichkeit. Aktuell wird ein neuer Paradigmenwechsel diskutiert: hin zur Entwicklungsorientierung, die ihrerseits Kompetenzorientierung in sich aufnehmen und umdeuten könnte, um dann wieder Ausgangspunkt für einen neuerlichen Paradigmenwechsel zu werden. Arn und Munsch (2022) schreiben dazu: »Kompetenzorientierung hat Wissensorientierung abgelöst, indem Wissen als Teil von Kompetenz gesehen wurde. Entwicklungsorientierung – so unsere Hypothese – hat gerade begonnen, Kompetenzorientierung abzulösen, indem Kompetenz als Teil von Entwicklung erkannt wird.«

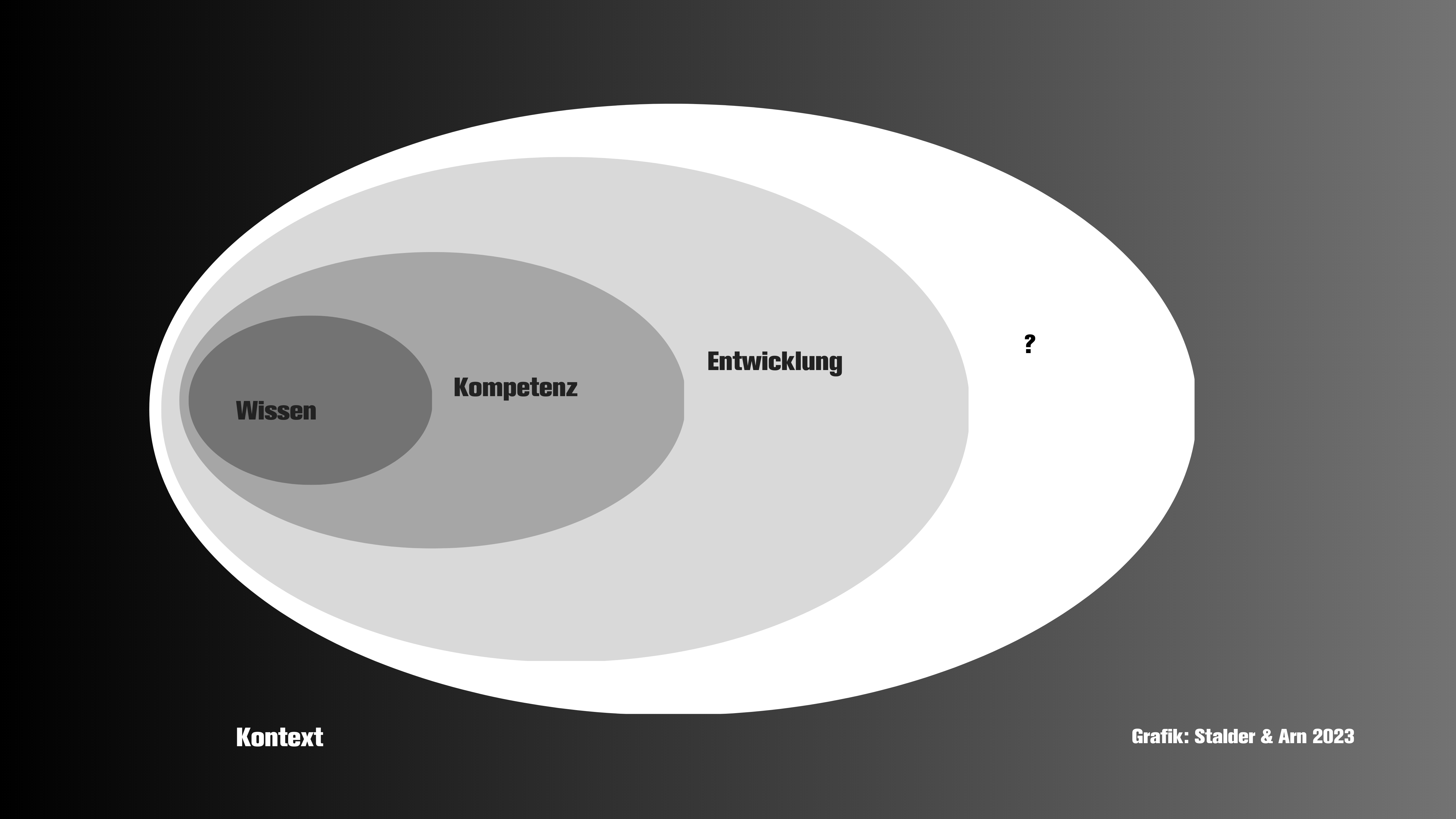
Wissensorientierung Kompetenzorientierung Entwicklungsorientierung: drei Stationen im entwicklungsorientierten Bildungsverständnis

Ausgehend von den Erfahrungen mit dem vieldeutigen Begriff der Kompetenz wird Entwicklungsorientierte Bildung als offenes Konzept verstanden, das neben Wissen und Kompetenz die Entwicklung von Menschen als Menschen und mit Menschen zum Inhalt erklärt. Unterschiedliche oder gar spannungsvoll voneinander abweichende Vorstellungen davon dürfen als Bereicherung verstanden werden. Der Entwicklungsbegriff wird hier rekursiv verwendet, meint also mit Entwicklung die Selbstentwicklung des Begriffs. Zum anderen bedeutet Entwicklungsorientierung sich an einem klaren eigenen Sinn zu orientieren. Entwicklungsorientierte Bildung befördert den Entwicklungsprozess als Mensch und orientiert sich an Zunahme bewusst gestalteter Freiheit.
Es bestehen in diesem Sinne folgende Definitionen – weitere könnten folgen:
- Entwicklungsorientierte Bildung passiert dann, wenn Lernende sich von da, wo sie stehen, weiterbringen, um Lernsituationen hier und jetzt, Praxissituationen dort und in Zukunft in Orientierung an einem Purpose fachgerecht, sozialverantwortlich und innovativ zu meistern.[4]
- Entwicklungsorientierte Bildung ist Bildung, die Lernschritte mehr von der Entwicklungsbedeutung für die Lernenden her denkt als vom Inhalt her, also mehr lernendenzentrierte als standardorientierte Bildung ist.[5]

## Diskussion und Entwicklungen
Das Paradigma der Entwicklungsorientierten Bildung kann verstanden werden als ein neues und zugleich altes Bildungsparadigma, das die Kritik der kompetenzorientierten Unterrichtsplanung aufnimmt und Bildung im 21. Jahrhundert weiterdenkt. Menschen entwickeln sich, ob man will oder nicht. Diesen Umstand nimmt Entwicklungsorientierte Bildung auf, indem u. a. Persönlichkeitsentwicklungspychologie im Bildungsverständnis mitbedacht wird (so Beate Richter bereits 2014), und lehnt sich damit im Menschenbild stark an Carl Rogers an: Es wird von der Überzeugung ausgegangen, dass der Mensch über ein ihm innewohnendes Potenzial zur Persönlichkeitsentwicklung und konstruktiven Gestaltung seines Lebens verfügt, welches sich in Begegnung von Person zu Person entfalten und verwirklichen kann. Damit ist auch ein Anschluss gegeben an die Lernendenzentrierung als didaktisches Konzept, das sich ebenfalls auf Rogers zurückführen lässt, und für die Volksschule als schülerzentrierter Unterricht konzeptualisiert wurde. Ebenfalls ist der Ansatz in der Nähe der Ermöglichungsdidaktik zu sehen und ist verknüpft mit Agilität und mit agiler Didaktik. In einem weiteren Sinn bestehen Bezüge zum Ansatz des Peer Instruction nach Eric Mazur, Peer Learning/Pear Teaching im Allgemeinen Peer Education noch genereller und zu zahlreichen weiteren Ansätzen und Modellen.
Entwicklungsorientierte Bildung ist ein Konzept, das sich von der kompetenzorientierten Didaktik abhebt und mehr Freiheit in die Entwicklungsmöglichkeiten der Lernenden bringt. Es ermöglicht die Entwicklung von selbst gesetzten und/oder festgelegten Zielen und ein passgenaues Unterstützen bei deren Erreichung. Dadurch wird gleichzeitig die Förderung von Future Skills angestrebt.
Arn und Stalder beschrieben 2023 dreizehn Charakteristika: Entwicklungsorientierte Bildung ist, wenn …
1. Kompetenzen am Menschen gemessen werden, mehr, als Menschen an Kompetenzen.
2. Ziele mehr eine Richtung und weniger einen Endpunkt angeben.
3. der Entwicklungsprozess der Lehrperson für das Lernen der Lernenden wichtig ist.
4. wir nicht im Voraus wissen, was es braucht, um bestimmte Entwicklungen voranzubringen.
5. Bildungsprozesse emergent sind.
6. der Vergleich mit sich wichtiger ist als derjenige mit anderen oder mit Standards.[12]
7. Bildungsprozesse personnah sind.
8. wenn schwerlich ein »Workload« angegeben werden kann.
9. wir ins Sachen »prüfen« gute Vorgehensweisen noch suchen.
10. es keine Musterlösungen mehr geben kann, höchstens inspirierende Vorbilder für eigene Prozesse.
11. die echte Beziehung unter Lehrenden und Lernenden nicht nur erfreulich, sondern essenziell ist.
12. sich schließlich bei den Lernenden ein integrales Gefühl von »weiterkommen als Mensch«, von »selbstständiger werden in einem umfassenden Sinn«, von »Nachhaltigkeit/Verbundenheit mit Menschen und Welt« einstellt.
13. auch entlernen lernen ist.[13][14]

Diese Charakteristika zeigen auf, wie sich Entwicklungsorientierte Bildung verstehen lässt, was gewissermaßen also »typisch« für Entwicklungsorientierung in der Bildung ist. Dies auch als Abgrenzung zu und in Erweiterung von Wissens- und Kompetenzorientierung. Die Liste ist nicht abschließend und kann sich im weiteren Diskurs verändern.
Diese Charakteristika dienen auch als Ausgangspunkt für sieben Wegmarken für entwicklungsorientiertes Prüfen, welche im Rahmen zu zeitgemässem Prüfen veröffentlicht wurden und letztlich die Frage aufwerfen, ob im Paradigma der Entwicklungsorientierung der Begriff prüfen noch passend erscheint, wenn es darum geht, neben Wissen und Kompetenz auch Entwicklung aufzuzeigen.